# برونيستوك
برونيستوك (بالإنجليزية: Brunnistock)‏ هو أحد جبال سلسلة جبال الألب أوري ويقع في كانتون أوري في سويسرا. يحتل المرتبة رقم 228 في قائمة جبال سويسرا من حيث الارتفاع، إذ يبلغ ارتفاعه حوالي 2952 متر، بينما يبلغ ارتفاع نتوء الجبل 661 متر.